# 동시방송
동시방송 또는 사이멀캐스트(simulcast)는 둘 이상의 해상도, 비트 전송률, 매체 또는 동일한 매체의 둘 이상의 서비스를 통해 정확히 동시에 프로그램 또는 이벤트를 방송하는 것이다. 예를 들어 앱솔루트 라디오(Absolute Radio)는 AM과 위성 라디오 모두에서 동시 방송된다. 마찬가지로 BBC의 프롬스 콘서트는 이전에 BBC 라디오 3와 BBC 텔레비전에서 동시 방송되었다. 또 다른 응용으로는 지역 언어로 더빙된 텔레비전 방송을 통해 지역 또는 인터넷 라디오를 통해 영화나 TV 시리즈의 원본 언어 사운드트랙을 전송하는 것이다.

## 초기 라디오 동시방송
스테레오 라디오를 출시하기 전에는 왼쪽과 오른쪽 채널을 서로 다른 라디오 채널로 전송하는 실험을 진행했다. 발견된 최초의 기록은 1926년 BBC가 지역 방송국과 대번트리(Daventry)의 파장을 사용하여 맨체스터에서 열린 할레 오케스트라(Halle Orchestra) 콘서트를 방송한 것이다.
BBC는 초기에 '국가 서비스'와 '지역 네트워크'에서 동일한 프로그램을 자주 전송했다.
"사이멀캐스트(simulcast)"라는 단어의 초기 사용은 1925년부터이다.
1990년과 1994년 사이에 BBC는 BBC 월드 서비스와 라디오 1, 2, 3, 4의 프로그램을 동시 방송하는 다양한 동시방송을 제공하는 엔터테인먼트 채널(라디오 5)을 방송했다.

## 같이 보기
- 디지털 배급, 주문형 비디오, 스트리밍